# Office national des postes
Pour les articles homonymes, voir La Poste.
L’Office national des postes (ONP), alias La Poste du Mali, est un établissement public, responsable du service postal malien, désigné pour remplir les obligations découlant de l'adhésion à la Convention de l'Union Postale Universelle.

## Réglementation
Il est créé en 1989, à la suite du démantèlement de l’Office des postes et des télécommunications entre d’un côté l’ONP et de l’autre de la Société des télécommunications au Mali (SOTELMA).

## Activités

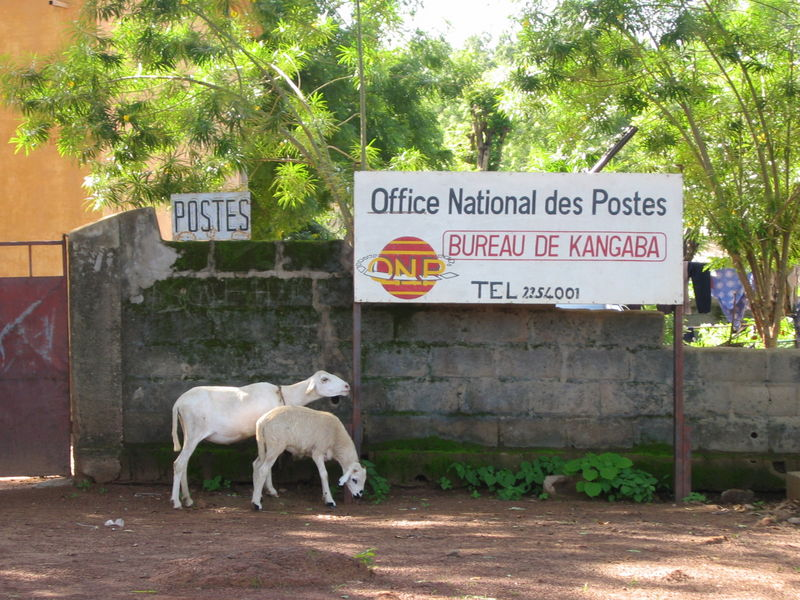
Bureau de poste, Kangaba 2005.

En 1990, les missions de l’ONP sont recentrées autour du courrier et des transferts de fond avec le retrait de ses compétences des activités para-bancaires. 
L’ONP est présent sur le territoire malien à travers 107 « points de contacts » (78 bureaux de poste, 10 guichets annexes et 19 correspondances postales).
Au 31 décembre 2004, la dette de l’ONP s’élevait à 3,8 milliards de Francs CFA.
En 2008, l'ONP a inauguré un centre de technologie Postale dirigé par Séga Diarrah